# Rwanda na Letnich Igrzyskach Olimpijskich 2000
Rwandę na Letnich Igrzyskach Olimpijskich 2000 reprezentowało 5 zawodników, 3 mężczyzn i 2 kobiety.

## Skład kadry

### Lekkoatletyka
Mężczyźni
- Alexis Sharangabo

bieg na 1500 m (odpadł w 1 rundzie eliminacji)
- Mathias Ntawurikura

maraton (15. miejsce)
Kobiety
- Christine Mukamutesi

bieg na 800 m (odpadła w 1 rundzie eliminacji)

### Pływanie
Mężczyźni
- Samson Ndayishimiye

50 m stylem dowolnym (odpadł w eliminacjach)
Kobiety
- Pamela Girimbabazi

100 m stylem klasycznym (odpadła w eliminacjach)